# Comté de Finney
Pour les articles homonymes, voir Finney.
Le comté de Finney est un comté de l'État du Kansas aux États-Unis.

## Géolocalisation
|                 | Comté de Scott Comté de Lane   | Comté de Ness     |
| Comté de Kearny | Comté de Finney                | Comté de Hodgeman |
| Comté de Grant  | Comté de Haskell Comté de Gray |                   |